# Pays imaginaire
Pour l’article homonyme, voir Pays imaginaire (Peter Pan).
 (avril 2025).
Si vous disposez d'ouvrages ou d'articles de référence ou si vous connaissez des sites web de qualité traitant du thème abordé ici, merci de compléter l'article en donnant les références utiles à sa vérifiabilité et en les liant à la section « Notes et références ».

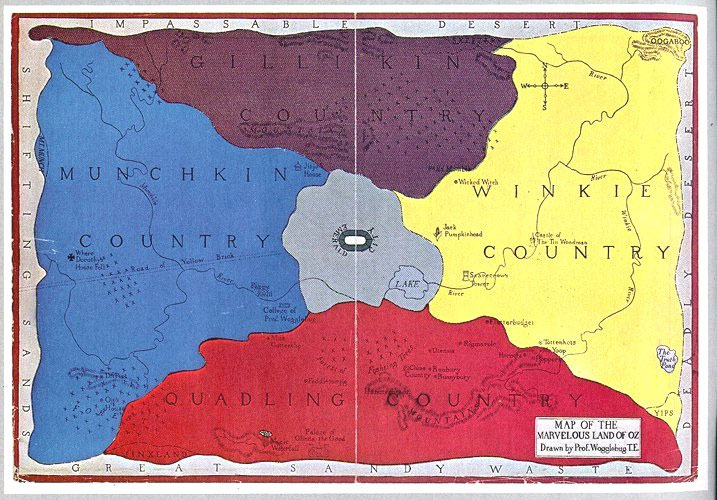
Carte du pays d'Oz, pays de fiction dans le livre Le magicien d'Oz

Carte de l'île de Sodor dans le dessin animé Thomas et ses amis

Pays fictifs du roman 1984 de George Orwell (1949)

Un pays imaginaire est un pays dont l'existence est fictive, soit qu'il soit tiré d'un univers de fiction, soit qu'il ait été créé dans un but politique ou scientifique, pour servir de points de comparaison avec des pays réels, ou à titre parodique.

## Raison d'être
Les pays fictifs représentent ou ressemblent souvent délibérément à un pays du monde réel, présentant une utopie ou dystopie pour le commentaire. Des variantes autour du nom du pays rendent parfois clair quel pays ils ont vraiment à l'esprit. En utilisant un pays fictif au lieu d'un réel, les auteurs peuvent ainsi exercer une plus grande liberté dans la création de personnages, d'événements et de environnements tout en présentant un endroit vaguement familier que les lecteurs peuvent aisément reconnaître. Un pays fictif laisse l'auteur débarrassé des contraintes de l'histoire, de la politique et de la culture d'une nation réelle et peut ainsi permettre une plus grande liberté dans la construction de l'intrigue. Il permet également d'être exempt de critiques ou d'accusation de diffamation d'une nation, d'un parti politique ou d'un peuple réel. Le Tomania fictif (une parodie de l'Allemagne nazie nommée d'après la ptomaine, un terme ancien pour désigner une intoxication alimentaire) sert de cadre pour Le Dictateur de Charlie Chaplin, lui permettant ainsi d'épingler un régime réel connu pour sa bigoterie religieuse, son militarisme, son usage de l'intimidation diplomatique et ses violations répétées des libertés civiles.[source insuffisante]
Les pays fictifs sont également utilisés pour différents scénarios lors d'exercices d'entrainement militaire. Le groupe d'îles autour d'Hawaï ont ainsi reçu les noms de «Blueland» et «Orangeland» dans l'exercice maritime international, RIMPAC 98,.